# Norodom Sihanuk

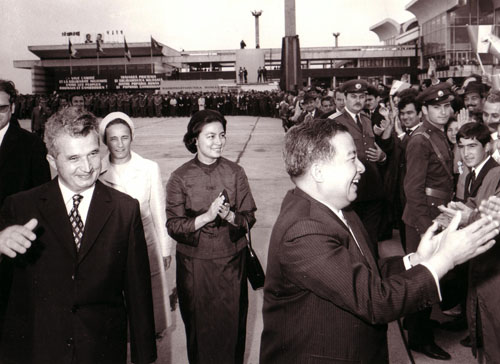
Norodom Sihanouk v roce 1972 při návštěvě Rumunska.

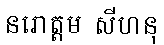
Podpis

Norodom Sihanuk (khmersky នរោត្ដម សីហនុ; 31. října 1922, Phnompenh, Kambodža – 15. října 2012, Peking, Čína) byl kambodžský politik, v letech 1941–1955 a 1993–2004 král Kambodže.

## Životopis
Středoškolská studia absolvoval v Saigonu, v dnešním Vietnamu, neboť v té době střední školy v Kambodži neexistovaly. Další studia započal na vojenské škole ve francouzském Saumuru. S podporou Francie, jež tehdy ovládala celou Indočínu, byl 24. dubna 1941 prohlášen za nového kambodžského krále – oficiální korunovace však proběhla až v září téhož roku. Nastoupil tak po svém dědovi, králi Sisowathu Monivongovi, jenž zemřel den předtím. V březnu 1955 však svůj trůn přenechal vlastnímu otci Norodomu Suramaritovi, aby se sám mohl aktivněji angažovat v politice, načež se hned téhož roku představil ve volbách v čele nové politické organisace Sangkum. V letech 1955–1968 byl s přestávkami předsedou vlády, současně v l. 1960–1976 „hlavou státu“, což byla nově zřízená funkce místo titulu krále (jeho otec, dosavadní král, zemřel v r. 1960). Od r. 1970 však tuto funkci zastával jen formálně, neboť již v r. 1970 byl zbaven moci při puči vedeném generálem Lon Nolem, po němž uprchl do exilu (Peking, Pchjongjang). Po pádu Lon Nola se vrátil do Kambodže, avšak za Pol Potova režimu zůstal pod dozorem v domácím vězení. Po roce 1979 odešel znovu do exilu. Do Kambodže se vrátil 14. listopadu 1991, od 24. září 1993 mu byl opět udělen obnovený titul krále, který si podržel až do 14. října 2004, kdy abdikoval. Ve funkci jej nahradil jeho syn Norodom Sihamoni.

Norodom Sihanuk se též poměrně výrazně angažoval na mezinárodní politické scéně. V roce 1956 byl jedním ze spoluzakladatelů Hnutí nezúčastněných zemí, společně s jugoslávským presidentem Josipem Brozem Titem, egyptským presidentem Gamálem Abd an-Násirem, indonéským presidentem Sukarnem a indickým premiérem Džaváharlálem Néhrúem.

Počátkem března 1967 navštívil Sihanuk Československo.
Norodom Sihanuk se také věnoval četným uměleckým aktivitám (např. psaní poezie i prózy, hudba), především režíroval několik filmů, v nichž často i sám hrál. Film „Začarovaný les“ měla v roce 1967 dokonce zhlédnout i skupina členů vlády ČSSR včetně premiéra a ministra zahraničí. K obdobné projekci v roce 1970 se schylovalo i v případě filmu Soumrak, k navrhované návštěvě však vzhledem ke královu odvolání z čela státu nedošlo.